# 蘇我日向
蘇我 日向（そが の ひむか）は、飛鳥時代の官人。蘇我倉麻呂（雄正）の子。

## 経歴
「皇極紀」に拠れば、皇極天皇3年（644年）、日向の異母兄であった右大臣・蘇我倉山田石川麻呂の娘と中大兄皇子（後の天智天皇）が婚約した夜に、その娘と密通した。ただしこの件で日向がなにかしらの咎を受けた記録は無い。
大化5年（649年）、日向は「石川麻呂が中大兄皇子を殺害しようとした」と讒言、軍を率いて石川麻呂を追討し、石川麻呂は自害して果てた。その後石川麻呂の無実が明らかとなり、中大兄皇子は日向を筑紫国の大宰帥としたが、世間ではこれを隠流し（かくしながし、あるいはしのびながし）と評したという。
つまり、表向き栄転の形で実際には左遷という意味だが、左遷か栄転かでこの事件の評価は変わってくる。当時の半島情勢からみて筑紫宰は外交上重要な職であること、古人大兄皇子や有間皇子の事件と経過が酷似していることからみて、事件の首謀者は中大兄皇子であり、日向はその功で栄転したとする見方は多い。また、前述の密通事件も、石川麻呂と中大兄皇子との縁談を破談にさせ、右大臣の威信を揺るがし、最終的に蘇我氏惣領の地位を得るための行動、と考えることもでき、さらには密通事件の頃は既に中大兄皇子のシンパとなっており、その指示を受けて行動した、と考える見解もある。
のち日向は白雉5年（654年）、孝徳天皇の病気平癒のために般若寺を創建したと伝えられる（上宮聖徳法王帝説）。この般若寺が、奈良般若寺と筑紫般若寺、片岡般若院（古くは片岡寺・般若寺と称せられていた）のいずれを指しているかはまだわかっていない。

蘇我氏略系図 SVGで表示（対応ブラウザのみ）

## 考証
石川麻呂誣告事件の特色は、「改新政府」の権力分裂として、起こるべくして起こったものである。「改新政府」を構成していたのは、非蘇我系王族、中大兄皇子の側近、左右大臣を頂点とするマヘツキミ層という3つの勢力であった。『日本書紀』には、事件の前年4月に新しい冠位制が施行され「古き冠」が廃されたが、左右大臣のみは大化前代以来の紫冠を着し続けたという記事が見えるが、これは王権と左右大臣との分裂を象徴していると考えられる。この記事の翌年3月に左大臣・阿倍内麻呂が死去し、その直後に右大臣の石川麻呂が葬られ、4月には巨勢徳太と大伴長徳に新冠位の大紫冠が授けられて、左右の大臣に任じられている。また、中大兄皇子は、『日本書紀』が語るような、密告を信用して外戚の石川麻呂を殺してしまい、のちになって彼の無実を知って悲しむというような短絡的な人物ではありえず、石川麻呂の「謀反」の一連の流れも、中大兄皇子が、王権の主導する新政に容易に服そうとしない左右大臣を、左大臣の死をきっかけに一気に粛清しようとした権力闘争の現れ、あるいはそれによって新政に不満を持つマヘツキミ層への示威を行おうとしたと考えられる。日向によって密告された石川麻呂の罪状が中大兄皇子を害することであったにもかかわらず、石川麻呂が中大兄皇子ではなく孝徳に身の潔白を陳述したいという態度を見せているのは、王権内部における権力の分裂を示していると見ることができ、この事件を主導した人物が中大兄皇子であることを暗示している。
また、石川麻呂を讒言し、「将」として山田寺を囲んだのが異母弟の日向であったというのは、蘇我氏内部における分裂と抗争を明確に示している。既に大化元年の古人大兄皇子の「謀反」の首謀者の筆頭に、蘇我氏同族の蘇我田口川堀が挙げられているように、乙巳の変の直後から蘇我氏の内部抗争は表面化していたのであるが、ここに至って兄弟の直接対決にまでなったと考えられる。
さらに、氏族内部の抗争が、王権への「謀反」やその密告という形をとって行われるところに、日本古代氏族の権力基盤の脆弱さを読み取ることができる。蘇我日向が対立する異母兄を倒すためには、その「謀反」を捏造して王権が派遣した追討軍に征伐してもらわねばならず、その結果、自分は石川麻呂の代わりに身の保全と栄達を王権側から約束された。日向が拝された筑紫大宰は、7世紀には多く皇親が拝されていることから、世の人に「隠流し」と噂されるような職ではなく、破格の昇進であったと考えられるが、彼のその動向は伝えられてはおらず、歴史の闇に葬り去られたことがわかるように、結局は日向を利用した中大兄皇子の方が一枚上手であった。

## 注
1. ↑  豊臣から江戸への簒奪も密告や陰謀の類いなので、古代に限定する意味が分からない。秀吉＝秀次、家康＝信康間だけでなく、福島・加藤らも含め秀頼・徳川は完全に姻戚関係なので、簒奪はこの時より醜いと言える。